# Kyŏmik
Kyŏmik (hangeul : 겸익 ; hanja : 謙益) est un moine bouddhiste coréen mort en 526. Il introduit dans le pays le courant de pensée Vinaya.